# Mentiders (pel·lícula)
Mentiders  (títol original: Made Men) és una pel·lícula estatunidenca dirigida per Louis Morneau, difosa als Estats Units a la cadena HBO l'any 1999. Ha estat doblada al català.

## Argument
Bill Manucci, ex-membre de la màfia de Chicago, viu amb la seva dona en una petita ciutat de Carolina del Sud, on es beneficia del programa de protecció dels testimonis de l'FBI. Sospitós de s'haver escapat amb un botí de 12 milions de dòlars, Bill és buscat per dos dels seus antics col·legues, Miles i Felix, tots dos a sou de Skipper, misteriós cap de la màfia del qual ningú no coneix el rostre, i ben determinats a recuperar aquest botí. En aquest trio es barreja un xèrif local ben decidit a tocar la seva part de la suma, les coses podrien degenerar a la plàcida ciutat de Harmony.

## Repartiment
- James Belushi: Bill Manucci
- Timothy Dalton: Xèrif Dex Drier
- Vanessa Angel: Debra
- Michael Beach: Miles
- Carlton Wilborn: Felix
- Jamie Harris: Royce